# Liste des œuvres d'art du Var
 (avril 2023).
Cet article vise à recenser les œuvres d'art dans l'espace public du Var, en France.

## Liste
Les œuvres sont classées par ordre alphabétique de communes et, au sein de celles-ci, par ordre chronologique d'installation, dans la mesure des informations disponibles.

### Sculptures
| Œuvre                                             | Auteur                 | Commune            | Localisation                                                                                   | Notes | Installation                             | Coordonnées                              | Illustration |
| ------------------------------------------------- | ---------------------- | ------------------ | ---------------------------------------------------------------------------------------------- | --- | ---------------------------------------- | ---------------------------------------- | --- |
| Statue de Saint François de Paule                 | À déterminer           | Bormes-les-Mimosas | À déterminer                                                                                   | Représente François de Paule. | À déterminer                             | à géolocaliser                           | Statue de Saint François de Paule |
| Buste de François Raynouard                       | Victor Nicolas         | Brignoles          | Sur la place Saint-Pierre                                                                      | Représente François Raynouard. | 1937                                     | 43° 24′ 19″ nord, 6° 03′ 49″ est         | Buste de François Raynouard |
| Adam et Ève                                       | Ali Salem              | Cogolin            | À déterminer                                                                                   | | À déterminer                             | à géolocaliser                           | Image manquante |
| Les Temps modernes                                | Jean-Pierre de Kock    | Cogolin            | À déterminer                                                                                   | | À déterminer                             | à géolocaliser                           | Image manquante |
| Fungia                                            | Jean-Yves Lechevallier | Draguignan         | Fontaine du Rond-Point                                                                         | | 2007                                     | 43° 32′ 16″ nord, 6° 27′ 42″ est         | Fungia |
| Sans titre                                        | Gérard Fromanger       | Draguignan         | Palais de justice                                                                              | | 1982                                     | 43° 32′ 12″ nord, 6° 27′ 56″ est         | Image manquante |
| Statue de Cnaeus Julius Agricola                  | À déterminer           | Fréjus             | À déterminer                                                                                   | Représente Cnaeus Julius Agricola. | À déterminer                             | à géolocaliser                           | Statue de Cnaeus Julius Agricola« Monument à Agricola à Fréjus », sur À nos grands hommes                                                   |
| Buste de Marc-Antoine-Madeleine Désaugiers,       | Louis Maubert          | Fréjus             | Sur la place Paul-Vernet                                                                       | Représente Marc-Antoine-Madeleine Désaugiers. Érigé en 1902 sur la place de la Liberté. Remplace le buste en bronze du docteur Augustin Grisolle réalisé par Benoît Lucien Hercule en 1899, fondu en 1943, dans le cadre de la mobilisation des métaux non ferreux. | À déterminer                             | à géolocaliser                           | Image manquante |
| Statue de Jean-Baptiste Massillon                 | À déterminer           | Hyères             | À déterminer                                                                                   | Représente Jean-Baptiste Massillon. | À déterminer                             | 43° 07′ 17″ nord, 6° 07′ 42″ est         | Statue de Jean-Baptiste Massillon |
| Le Poisson-batailleur, annonceur de métamorphoses | Richard Texier         | Hyères             | À déterminer                                                                                   | | À déterminer                             | 43° 07′ 10″ nord, 6° 07′ 54″ est         | Image manquante |
| Main                                              | César                  | La Valette-du-Var  | Collège Henri-Bosco                                                                            | | 1982                                     | 43° 07′ 58″ nord, 5° 59′ 39″ est         | Image manquante |
| La Tempête                                        | Gérard Ramon           | La Valette-du-Var  | À déterminer                                                                                   | | À déterminer                             | à géolocaliser                           | Image manquante |
| Buste d'Ernest Reyer,                             | D. Godard              | Le Lavandou        | À déterminer                                                                                   | Représente Ernest Reyer. L'original de 1916 réalisé en bronze par Denys Puech est fondu sons le régime de Vichy, dans le cadre de la mobilisation des métaux non ferreux.                                                                                           | À déterminer                             | à géolocaliser                           | Buste d'Ernest Reyer« Monument à Ernest Reyer au Lavandou », sur À nos grands hommes,« Monument à Ernest Reyer au Lavandou », sur e-monumen |
| Buste du maréchal Alphonse Juin                   | À déterminer           | Le Lavandou        | Avenue du Maréchal Juin                                                                        | Représente Alphonse Juin. | À déterminer                             | à géolocaliser                           | Buste du maréchal Alphonse Juin |
| Statue de la Liberté                              | Auguste Bartholdi      | Saint-Cyr-sur-Mer  | À déterminer                                                                                   | | À déterminer                             | à géolocaliser                           | Statue de la Liberté |
| Mémorial du débarquement en Provence              | Jean Portal            | Sainte-Maxime      | À déterminer                                                                                   | | À déterminer                             | à géolocaliser                           | Image manquante |
| Buste d'Alphonse Karr,                            | Alice Fagny Sapet      | Saint-Raphaël      | Intersection de l'avenue des Chèvrefeuilles et du boulevard Général-de-Gaulle, en front de mer | Représente Alphonse Karr. L'original de 1906 réalisé par Louis Maubert est fondu sous le régime de Vichy, dans le cadre de la mobilisation des métaux non ferreux.                                                                                                  | À déterminer                             | à géolocaliser                           | Image manquante |
| Buste du maréchal Joseph Gallieni                 | Auguste Maillard       | Saint-Raphaël      | Sur la place Gallieni                                                                          | Représente Joseph Gallieni. Érigé[Quand ?] sur la place Pierre-Coullet. | À déterminer                             | à géolocaliser                           | Buste du maréchal Joseph Gallieni« Monument au maréchal Gallieni à Saint-Raphaël », sur À nos grands hommes                                 |
| Statue de Pierre André de Suffren                 | À déterminer           | Saint-Tropez       | À déterminer                                                                                   | Représente Pierre André de Suffren. | À déterminer                             | à géolocaliser                           | Statue de Pierre André de Suffren |
|                                                   |                        | Toulon             | Voir la liste des œuvres d'art de Toulon                                                       | Voir la liste des œuvres d'art de Toulon | Voir la liste des œuvres d'art de Toulon | Voir la liste des œuvres d'art de Toulon | Voir la liste des œuvres d'art de Toulon |

### Fontaines
| Œuvre            | Auteur                 | Commune               | Localisation                | Notes | Installation | Coordonnées                      | Illustration     |
| ---------------- | ---------------------- | --------------------- | --------------------------- | ----- | ------------ | -------------------------------- | ---------------- |
| Fontaine         | À déterminer           | Aiguines              |                             |       | À déterminer | à géolocaliser                   | Fontaine         |
| Fontaine         | À déterminer           | Artignosc-sur-Verdon  |                             |       | À déterminer | à géolocaliser                   | Fontaine         |
| Fontaine         | À déterminer           | Bagnols-en-Forêt      |                             |       | À déterminer | à géolocaliser                   | Fontaine         |
| Fontaine         | À déterminer           | Carcès                | Sur la place Gabriel-Péri   |       | À déterminer | à géolocaliser                   | Fontaine         |
| Fontaine         | À déterminer           | Carcès                |                             |       | À déterminer | à géolocaliser                   | Fontaine         |
| Fontaine         | À déterminer           | La Londe-les-Maures   | À déterminer                |       | À déterminer | à géolocaliser                   | Fontaine         |
| Fontaine         | À déterminer           | Roquebrune-sur-Argens |                             |       | À déterminer | à géolocaliser                   | Fontaine         |
| Fontaine         | À déterminer           | Roquebrune-sur-Argens |                             |       | À déterminer | à géolocaliser                   | Fontaine         |
| Fontaine Spirale | Jean-Yves Lechevallier | Saint-Tropez          | Sur la place Alphonse Celli |       | 2007         | 43° 16′ 15″ nord, 6° 38′ 12″ est | Fontaine Spirale |

### Œuvres disparues ou retirées
| Œuvre             | Auteur           | Commune   | Localisation          | Notes | Installation | Coordonnées    | Illustration    |
| ----------------- | ---------------- | --------- | --------------------- | --- | ------------ | -------------- | --------------- |
| Fontaine Siagnole | Théodore Rivière | Valescure | Carrefour des Anglais | Les ornements sont fondus en 1942, dans le cadre de la mobilisation des métaux non ferreux. Ce qu'il reste de la fontaine est retiré entre 1983 et 1990. | 1905         | à géolocaliser | Image manquante |